# Département de Nueve de Julio (Santa Fe)
Pour les articles homonymes, voir Département de Nuevo de Julio.
Le département de Nueve de Julio est une des 19 subdivisions de la province de Santa Fe, en Argentine. Son chef-lieu est la ville de Tostado.
Le département a une superficie de 16 870 km2. Sa population s'élevait à 28 273 habitants au recensement de  2001 et à 29 032 en 2007 selon l'estimation de l'IPEC.

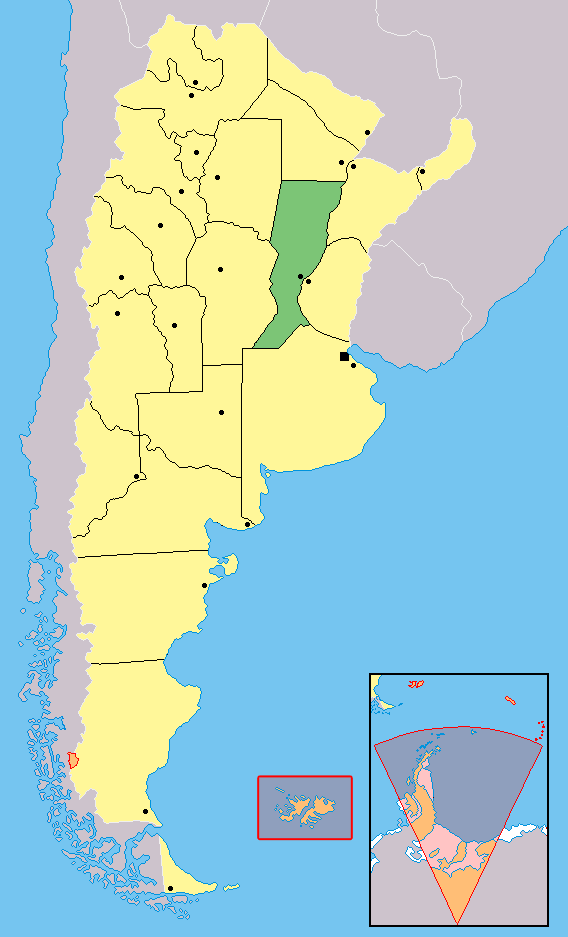
Localisation de la province de Santa Fe en Argentine.